# Jean-Paul Palewski
 (février 2024).
Si vous disposez d'ouvrages ou d'articles de référence ou si vous connaissez des sites web de qualité traitant du thème abordé ici, merci de compléter l'article en donnant les références utiles à sa vérifiabilité et en les liant à la section « Notes et références ».

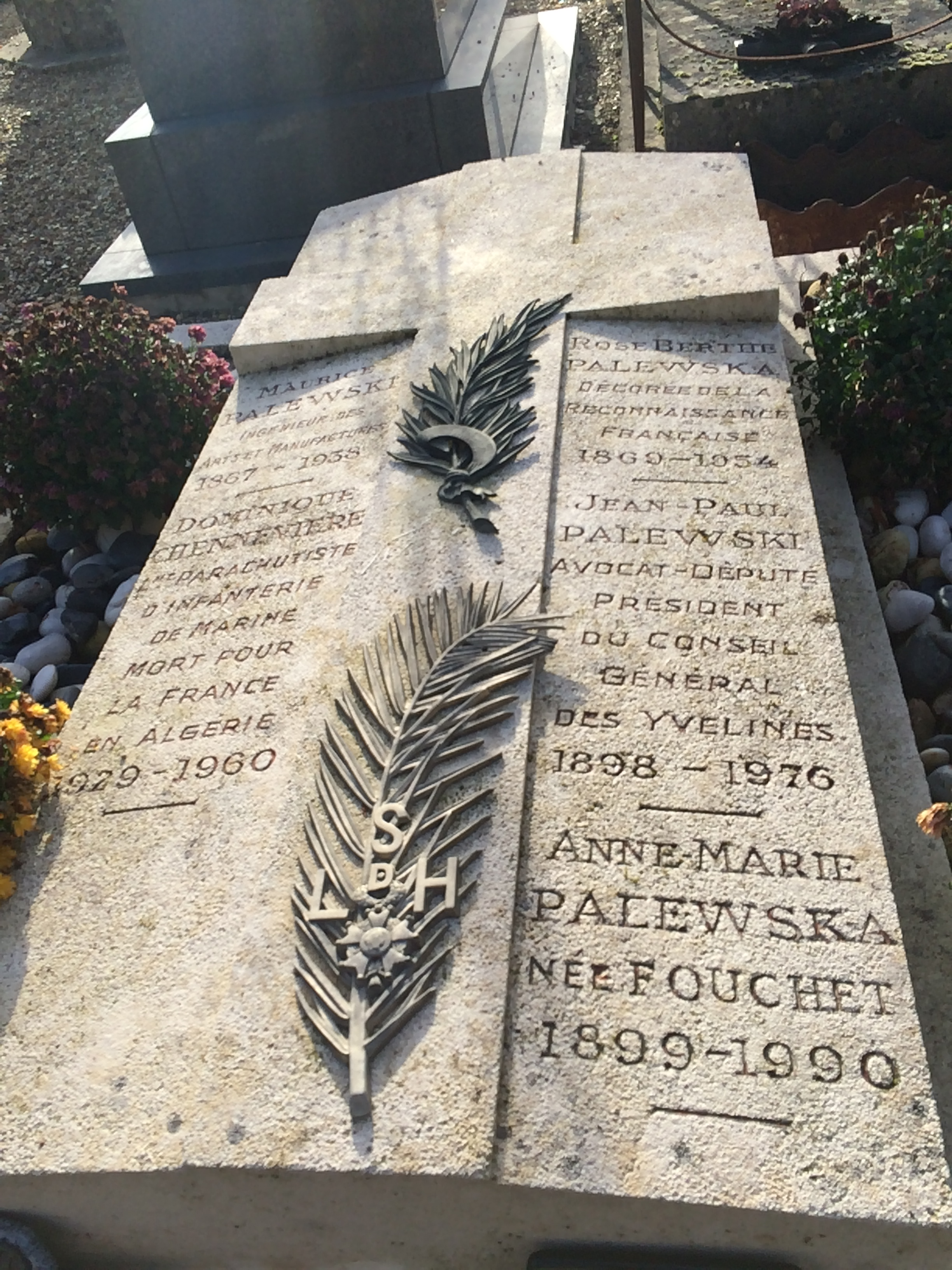
Sépulture de Jean-Paul Palewski au cimetière des Arches à Louveciennes (78)

Jean-Paul Palewski, né le 19 juillet 1898 à Paris,, mort dans la même ville le 10 décembre 1976, est un avocat et homme politique français, issu d'une famille d'origine polonaise.

## Biographie
Jean-Paul Palewski est le fils aîné de Maurice Palewski, ingénieur des Arts et Manufactures, et de Madame, née Rose Diamant-Berger, d'ascendance juive, ainsi que le frère de Gaston Palewski. Il fait ses études au collège Sainte-Barbe à Paris, au lycée Rollin à Paris, suit les cours de l’École Breguet à Paris, puis l’École spéciale militaire de Saint-Cyr, puis sort docteur en droit de la faculté de droit de Paris et diplômé de l'Institut des hautes études internationales et de l'Académie de droit international de La Haye.
Jean-Paul Palewski a écrit dans ses Mémoires, inédits, sous le titre : Je vous offre ma vie, cette phrase faite de fidélité et de fierté, qui peint bien le caractère à la fois pudique et passionné de son auteur : « Si, je suis français de tout mon corps et de toute mon âme, je n'ai jamais oublié les plus lointains de mes ancêtres, et j'ai orienté ma vie pour m'acquitter d'une double dette envers la France et envers la Pologne ». Il a ainsi montré qu'on peut concevoir un double attachement patriotique, tenant l'un aux racines culturelles et historiques, l'autre à une option de citoyenneté » (citation de l'éloge funèbre de Jean-Paul Palewski par Edgar Faure le 16 décembre 1976 à l'Assemblée Nationale).
Palewski se distingue très tôt par une grande intelligence. Il fait des conférences sur Paris dès l'âge de 11 ans (Paris ignoré, cf. Le Figaro du 13 janvier 1909). À 12 ans, il commence à écrire une histoire de la capitale avec la collaboration de son cadet de trois ans Gaston. Il suit les cours de l’École Breguet pour faire plaisir à son père (promotion 1916), il faut croire qu'il ne lui en tint pas rigueur car il écrit dans ses mémoires cette phrase : « Si vraiment je pouvais recommencer ma vie, je crois que je m'attacherais à me donner la finesse des mains d'un créateur manuel (et qu'ainsi j'acquerrais le sens de ces liens qui me font cruellement défaut) », mais il est attiré par la défense de sa patrie.
Engagé volontaire dans l'infanterie en 1916 au titre d'élève de l’École spéciale militaire de Saint-Cyr (« Ici se dénote un trait de caractère de notre collègue, qui était la tendance à se dépasser, voire à se contredire, au nom d'une exigence intérieure, qu'inspirait au surplus le désir émouvant de se solidariser, de s'enraciner plus profondément dans l'humus français », citation de l'éloge funèbre de Jean-Paul Palewski par Edgar Faure le 16 décembre 1976 à l'Assemblée nationale), il quitte cette école avec le grade d'aspirant. Il participe à la bataille de Verdun en 1917 au lieu-dit L'Homme-mort avec le 70e RI puis est détaché auprès de l'armée polonaise constituée en France pour combattre les bolchéviks sur le front de l'Est.
Il participe activement à la mise sur pied de la 6e compagnie polonaise recrutée parmi les prisonniers de guerre et les émigrés venus d'Amérique. Lors du défilé du 14 juillet 1918, c'est avec ces troupes qu'il défile, coiffé de la fameuse czapka. Il part combattre en Pologne dans la première division de l'armée du général Haller. Là il a le grade d'adjudant major au 2e régiment de chasseurs polonais. Il a été successivement sous-lieutenant, lieutenant et capitaine.
Rentré en France en 1919, il quitte l'armée et s'inscrit à la faculté de droit de Paris, à la Sorbonne et à l’École des Hautes Études Internationales. En 1923, il s'inscrit au cours de l'Académie de Droit International de La Haye. C'est durant cette période qu'il se lie d'amitié avec Gustav Forssius qui restera un grand ami de la famille jusqu'à sa mort et se spécialise dans les questions financières, les questions internationales et les questions de Propriété Industrielle (avocat-conseil de l'ambassade de Pologne, avocat de la Chambre de Commerce international, avocat du Trésor Public... 1923-1973). À cette époque il rencontre l'abbé Henri Bremond, le théoricien de la poésie pure, l'auteur de l'histoire littéraire du sentiment religieux en France. Le prêtre académicien se retrouva évangélisateur auprès du héros de la guerre devenu juriste international, et le convertit à la religion catholique. Et cette conversion restera profonde, au point d'imprégner de spiritualité l'ensemble d'une méditation politique et historique.
Mobilisé en août 1939 comme capitaine de réserve d'infanterie au 117e R.I., il combat avec cette unité sur le front de Forbach. Il est ensuite détaché auprès de la 2e Division polonaise en France, unité avec laquelle il combat sur le plateau de Mache pendant l'offensive allemande de 1940 puis la division se repliant en Suisse (18 août 1940), où il est interné. Rentré en France en 1941, il prend une part active à la résistance en zone occupée. Il est arrêté en avril 1944 et interné politique comme otage au camp des Tourelles, puis au camp du Mont Dore d'où il s'est évadé pour rejoindre le maquis de Saint-Genest dans le Cantal. C'est là qu'il se lie d'amitié avec Charles Vayssier qui l'héberge dans sa ferme de Vignan.
« J'avais vécu avec lui une période difficile et dangereuse ; nous hébergions votre père à Vignan où j'habite avec ma famille. Homme intègre et toujours vigilant, face à l'occupant, il comptait les jours et écrivait dans l'angoisse de retrouver sa famille en bonne santé. Une petite anecdote téléphonique avec M. le Receveur des Postes de Champs où l'armée allemande était sur les lieux : Pouvez-vous me dire si nos cousins germains sont toujours là, la réponse : Oui ! ils sont toujours là, vous pouvez les voir. Quelque temps après, le débarquement ayant eu lieu, l'armée occupante fut appelée et libéra la région ; c'est alors que votre père décida de rejoindre Paris avec beaucoup de courage pour être présent à la libération de la capitale ».
Rentré clandestinement à Paris en juin 1944, il est nommé adjoint au commandant FFI du 7e arrondissement, il a été blessé pendant les combats de la Libération de Paris. Il fut à la Libération membre du Comité de libération, puis maire de Louveciennes(1944-1947). Membre des deux assemblées constituantes (octobre 1945-juin 1946), il est élu député de la deuxième circonscription de Seine-et-Oise (celle de Saint-Germain-en-Laye) en novembre 1946, sous l'étiquette MRP, puis réélu en 1951 sous l'étiquette RPF. Il est président de la commission des affaires économiques, membre du comité directeur du FIDES (1951-1955), membre de la commission de la Justice (1951-1955), vice-président de la commission des Finances, de l’Économie générale et du Plan (1951-1955, 6 octobre 1959).
Rapporteur du budget de la guerre à l'Assemblée nationale (1953-1962), juge à la Haute Cour de Justice (mai 1956), conseiller technique auprès du comité d'aménagement de la région parisienne (17 juillet 1956), vice-président (18 juin 1959), puis président du Conseil supérieur de la propriété industrielle (1961), il est président de la Société de protection des paysages et de l'esthétique de la France, depuis 1962.
Membre du conseil d'administration du Conservatoire des arts et métiers et du Conseil des bibliothèques de France (depuis 1964), il est réélu député de Seine et Oise 3e circonscription (Saint-Germain - Rueil-Malmaison, 30 novembre 1958-1962) sous l'étiquette UNR. Président de la délégation parlementaire française auprès de l'OTAN (1958-1963), président du groupe d'amitié France-Pologne (depuis 1958), président du groupe d'amitié France-Amérique latine (1958-1967), vice-président du groupe d'amitié France-États-Unis (1958-1970), membre du comité central de l'UNR (19 mars 1961) et du comité directeur du Fonds d'aide et de coopération (5 juin 1962), il est réélu député de Seine et Oise 2e circonscription (Saint-Germain Chatou, 25 novembre 1962) sous l'étiquette UNR inscrit au groupe parlementaire UNR-UDT (12 décembre 1962-1967).
En juin 1964, naissaient les nouveaux départements de la région parisienne. Le nom du département n'avait pas encore été choisi. À l'issue d'une séance de l'Académie de Versailles, Jean-Paul Palewski évoque les différents choix possibles et notamment celui de département de Versailles. Jehan Despert, poète, l'estimant trop restrictif, lui souffle alors l'idée de choisir Yveline, dénomination du massif forestier de la région d'où partent toutes les rivières et cours d'eau. Et pour le rendre plus chantant ajoutez-lui un s, conseille Jehan Despert. L'idée du poète a séduit. Les Yvelines se conjuguent au pluriel.
Pour le département des Yvelines, deux possibilités s'offraient aux députés : rester dans la notion de vallée en l'appelant Val de Seine ou plus simplement du nom de la ville préfecture : Département de Versailles. Ni l'une ni l'autre ne convenait. Premier orateur inscrit dans le débat à l'Assemblée Nationale, Jean-Paul Palewski propose le 11 juin 1964 que la préfecture du nouveau département, qu'il souhaitait voir appelé Yvelines soit installée à Saint-Germain. Quant à Versailles, cette ville devait devenir la capitale de la région parisienne et accueillir le siège du district avant la création du conseil régional en 1976 et faire ainsi équilibre à la capitale proprement dite. Seul le nom du département fut retenu.
Président de la commission des Finances, de l’Économie et du Plan (mars 1968), de la commission nationale des Secteurs sauvegardés (août 1963), il est réélu membre du comité central de l'UNR-UDT (24 novembre 1963). Réélu député de la Ve République (12 mars 1967) (2e circonscription des Yvelines) sous l'étiquette UDR, membre de la délégation française à l'Assemblée générale des Nations unies (19 septembre 1967), vice-président de la section française de l'Association internationale des parlementaires de langue française (depuis 1968), il est élu conseiller général des Yvelines (canton de Saint Germain Nord) le 1er octobre 1967.
Premier président du conseil général des Yvelines (18 mars 1970), membre du bureau politique du groupe UDR (4 avril 1970), vice-président de l'Assemblée des présidents de conseils généraux de France (1964-1976), membre de l'association parlementaire Europe-Afrique (depuis 1971), vice-président de l'inter-groupe de l'eau (représentant le bassin de la Seine, déc./1973), il est réélu député Ve République le 11 mars 1973) (2e circonscription des Yvelines) sous l'étiquette UDR. Membre suppléant de la commission des Transports terrestres au Conseil supérieur des transports (15 mais 1973), il est réélu président du conseil général des Yvelines le 3 octobre 1973). Membre de la commission nationale d'aménagement du territoire, il fut aussi membre de la commission des licences spéciales en matières de brevets relatifs à l'obtention de produits pharmaceutiques ou remèdes.
« Passionné de voyages, tout à la joie de la découverte, apôtre de la francophonie, il fut un véritable ambassadeur extraordinaire de notre pays, notamment en Pologne, où il était extrêmement connu. Dans toutes ses activités et dans toutes ses missions, Jean-Paul Palewski démontrait une capacité d'accueil qui illuminait tous ceux qui l'approchaient. mais cet enthousiaste était aussi un technicien... Sa fonction de président de la commission nationale des secteurs sauvegardés nous mène à ce qui fut l'une de ses plus belles passions, celle qu'il éprouva, et de plus en plus, au soir de sa vie, pour cette région de France au cœur de laquelle, dans une ancienne ferme, il avait su, à Louveciennes, aménager une admirable propriété de famille, un de ces lieux comme on en voit dans les toiles de Pissarro ou Monet. Élu en 1967 conseiller du canton de Saint-Germain nord, et porté à la présidence du conseil général des Yvelines, réélu constamment depuis, il avait consacré, dès lors, une grande part de son énergie à cette province dont il était fier et qui risquait bientôt d'être bien peu provinciale, si on ne la protégeait du monstre urbain, elle qui depuis toujours province française par excellence, celle qui a donné son nom à notre pays, l'Île-de-France. Jean-Paul Palewski aimait à en évoquer les plus nobles figures au cours de conférences, comme celles qu'il consacra au Beau Dunois, bâtard d'Orléans, à Péguy et l'Île-de-France et aussi, étendant son horizon de biographe à Lazare Hoche, au Maréchal Lyautey, à Henri Brémond. Sur Louveciennes même, Jean-Paul Palewski avait publié un livre d'histoire, ouvrage poétique et débordant d'émotions. Son action pour sauvegarder ce noble lieu et l'embellir a suscité de ses concitoyens une reconnaissance durable, dont le plus émouvant témoignage fut donné par l'assistance nombreuse qui se pressait à ses obsèques, en cette froide matinée du 14 décembre 1976. 
Avant de prendre congé de cette noble figure, je voudrais citer un trait de son action publique, qui peint tout entier l'homme qu'il était, chargé de souvenirs, et pourtant si attentif au monde de demain. En tant que président du conseil général des Yvelines, il avait organisé, en janvier 1975, une séance spéciale de son assemblée pour les lycéens du département. Cet homme qui ne comptait pas moins de vingt petits-enfants, ne se lassait pas de rencontrer la jeunesse. Ses facultés d'émerveillement et de renouvellement demeuraient juvéniles, témoins ce roman non encore publié, qu'il avait écrit dans la dernière année de son existence, sous le titre symbolique et pour lui parfaitement pensé : Tout est fini, tout recommence, dans ce livre notre collègue s'adresse justement aux nouvelles générations. Il prête à son héros ces paroles : Il faudra répondre à l'appel de ces jeunes, satisfaire leurs besoins. Qu'allons-nous leur offrir? Quelle forme de vie sociale et familiale? De quels rêves allons-nous pouvoir nourrir leur imagination, leur générosité ou même leur instinct de violence? Comment étancher leur soif de passion, de pensée, de savoir ? C'est vrai tout finit un jour, et puis tout recommence. Il n'avait pas oublié la leçon de son maître Henri Brémond, qui aimait lui-même rappeler qu'il n'y avait pas de souffrance perdue. C'est sur ce message d'espoir, de confiance en l'avenir que nous quittons Jean-Paul Palewski, en cette fin de l'année 1976. A sa famille, à son groupe, à ses amis si nombreux de partout, j'offre les condoléances très émues de l'Assemblée Nationale. ».
Boulin, ministre des relations avec le parlement : « Le gouvernement s'associe avec une grande tristesse à l'hommage qui vient d'être rendu au Président Jean-Paul Palewski. Au moment où disparaît une des personnalités les plus marquantes de votre Assemblée, nous avons la certitude que le souvenir de Jean-Paul Palewski restera très longtemps dans nos mémoires comme celui d'un homme de qualité, de cœur, de conviction. ces trente années qu'il a passées presque sans interruption dans votre Assemblée, les responsabilités qui ont été les siennes, notamment celle de Président de la Commission des Finances, ses interventions de rapporteur, la part active et réfléchie qu'il prenait aux débats, sa volonté de proposer et de participer ont imposé, jour après jour, Jean-Paul Palewski à notre commune estime. Ceux qui ont été ici ses compagnons de route sentent comme nous que dans le grand combat qu'il amené pour son pays, pour ses idées, Jean-Paul Palewski a su garder jusqu'au  bout une exemplaire disponibilité. A ses amis du groupe du Rassemblement, à tous ses amis, nous disons notre profonde affliction. A Madame Jean-Paul Palewski, à ses enfants, à ses petits-enfants; à son frère, M. le Président Gaston Palewski, nous présentons nos vives condoléances ».
Il est enterré au cimetière des Arches de Louveciennes. Pierre Régis lui succède à l'Assemblée nationale.

## Décorations militaires
- Commandeur de la Légion d'honneur (23 avril 1958)
- Croix de guerre des Théâtres d'opérations extérieurs
  - 1 étoile d'argent, 1 citation % Division (3 août 1919)
  - 2 étoiles de bronze, 2 citations % Régiment (20 juin 1919, 13 novembre 1919)
- Croix de la Vaillance polonaise (Krzyż Walecznych) 3 fois décernée (1919-1920)
- Médaille des Engagés volontaires 1914-1918
- Croix du combattant volontaire 1914-1918 (14 août 1936)
- Médaille commémorative des Combats en Pologne 1918-1921 (9 octobre 1931)
- Médaille de l'Indépendance polonaise (22 octobre 1932)
- Croix de guerre 1939-1945
  - 1 étoile de bronze, 1 citation % Régiment (11 novembre 1940)
  - 1 étoile or, 1 citation % Corps d'Armée (26 août 1944)
  - 1 palme, 1 citation % Armée (13 édcembre 1946)
- Médaille de la Résistance française (13 juillet 1947)
- Croix du combattant volontaire de la guerre de 1939-1945 (23 juin 1958)
- Médaille de la Victoire (20 juillet 1958)
- Croix du combattant
- Croix du combattant volontaire de la Résistance
- Médaille de Verdun
- Insignes des blessés (maladie aggravée en service 14 août 1917, éclat reçu à Paris en août 1944)
- Croix de la Vaillance polonaise (Krzyż Walecznych) 1 fois décernée (19 juin 1940)
- Médaille de l'Armée polonaise
- Commandeur de l'ordre Polonia Restituta
- Médaille commémorative de l'Assemblée des Nations captives d'Europe (28 octobre 1964)
- Croix de la Reconnaissance des sous-officiers de 1re classe 9 janvier 1960.

## Décorations civiles
- France : commandeur de l'ordre national du Mérite (25 octobre 1963)
- Suède : commandeur de l'ordre de Vasa (25 novembre 1950)
- Sénégal : commandeur de l'ordre national du Lion (9 janvier 1973)
- Tunisie : grand officier de l'ordre du Nichan-Iftikhar (10 février 1955)
- Pérou : grand officier du Soleil du Pérou (28 janvier 1960)
- Mexique : grand officier de l'ordre de Aguila Azteca (20 mars 1963)
- Grand officier de l'ordre national du Tchad
- Médaille d'or du mérite fédéral de l'Automobile (octobre 1966)
- Grand cordon du club des gastronomes (1966)

## Ouvrages
- Le Rôle du chef d'entreprise dans la grande industrie
- Histoire des chefs d'entreprise
- l'Organisation Scientifique du Travail
- Vies polonaise
- Pensées d'un otage
- l’Âme polonaise
- Stanislas-Auguste Poniatowski
- Louveciennes

et de nombreuses études d'histoire et de littérature :
- Le Beau Dunois, bâtard d'Orléans
- Péguy et l'Île-de-France
- Le maréchal Lyautey
- Henri Brémond
- Lazare Hoche
- Nicolas Copernic
- Pour sortir nos musées de la misère
- Comment nous sauverons nos villes d'Art
- Le dossier politique de l'électeur français
- Liberté, Camarades... Liberté
- Politique économique internationale
- L'aménagement de la Région parisienne
- Fragment d'un livre de raison, Prenez, je vous offre ma vie (mémoires non publiées)